# Ску-Кая
Ску (или Скайу) и Кая (выс. 3500 м) — соседние деревни на берегах реки Маркха в Ладакхе, Индия. В деревнях 9 и 11 домохозяйств, соответственно; деревни смыкаются и не имеют чётких границ. Местные жители выращивают пшеницу и овощи, собирают дикую облепиху. В обеих деревнях есть маленький буддийский монастырь — гомпа. Монастырь в Ску был построен в 11 веке Ринченом Санпо.